# Colladonus januata
Colladonus januata är en insektsart som beskrevs av Ball 1914. Colladonus januata ingår i släktet Colladonus och familjen dvärgstritar. Inga underarter finns listade i Catalogue of Life.